# Egon Peffekoven
Egon Peffekoven (* 4. April 1931 in Beuel; † 31. August 2017 ebenda) war ein Schiffbauer im Ruhestand und Ehrenkommandant der Beueler Stadtsoldaten.

## Leben
Egon Peffekoven, geboren in der Agnesstraße in Beuel, machte  eine Lehre als Schiffsbauer und übte diesen Beruf in Beuel aus. Gemeinsam mit seiner Ehefrau, Johanna „Hannchen“ Peffekoven, betrieb er außerdem eine Leihbücherei auf der Obere Wilhelmstraße, die später in ein Schreibwarengeschäft umgewandelt wurde.
Peffekoven trat 1967 in das Beueler Stadtsoldaten-Corps „Rot-Blau“ 1936 e. V. ein und wurde Kindercorpsleiter und Schatzmeister. 1978 wurde er zum Kommandanten und Vorsitzenden gewählt und hatte das Amt bis 2001 inne. In seiner Amtszeit wurden u. a. das Kadetten-, Kinder- und Reitercorps, dazu Artillerie und der Senat der Beueler Stadtsoldaten gegründet sowie das Zeughaus in einem der Pfeiler der Kennedybrücke eingeweiht.
Im Jahr 2003 erhielt Egon Peffekoven das Bundesverdienstkreuz am Bande für seine Verdienste um das heimatliche Brauchtum.
Peffekoven lebte zuletzt in Vilich-Müldorf, war über sechzig Jahre verheiratet und hat drei Kinder.
Er verstarb in der Nacht vom 30. August 2017 im Alter von 86 Jahren.

## Ehrungen und Auszeichnungen
- 2002 Ehrenorden des Festausschuss Bonner Karneval e. V.
- 2003 Bundesverdienstkreuz am Bande[1]